# 李遠蓉墓
李遠蓉墓位於重慶市巴南區南泉鎮南泉路31-34號。是三·三一惨案死难者李遠蓉的墓葬，1987年1月23日列為重慶市第二批市級文物保護單位初定名單。1992年3月19日列為重慶市第二批市級文物保護單位。2000年9月7日列為第一批重慶市文物保護單位。